# شيخة علي الجابر الصباح
شيخة علي الجابر الصباح هي معلمة يوغا كويتية وداعية للصحة والعافية، معروفة بترويجها لليوغا في منطقة الخليج. في عام 2025، حصلت على جائزة بادما شري، رابع أعلى جائزة مدنية في الهند، لمساهمتها في تعزيز الصحة والتبادل الثقافي من خلال اليوغا في الكويت ودول مجلس التعاون الخليجي الأخرى.

## حياة مهنية
شيخة هي مؤسِّسة استوديو دارتما، وهو مركز صحي في الكويت يُروِّج لليوغا واليقظة الذهنية والصحة الشاملة. وقد لعبت دورًا هامًا في نشر اليوغا بين الكويتيين، وخاصةً الشباب والنساء، وساهمت في جعل ممارسات الصحة والعافية متاحة وشاملة في المنطقة.
في عام 2024، التقت برئيس الوزراء الهندي ناريندرا مودي خلال زيارته للمنطقة، حيث ثمن جهودها في مجال الدعوة لليوغا. في تعاون استوديوها مع المراكز المجتمعية والسفارات ومنتديات العافية لنشر الوعي بتقاليد اليوغا الهندية في منطقة الخليج.

## تعرُّف
أصبحت الشيخة الصباح أول امرأة كويتية مناصرة لليوغا تحصل على جائزة بادما شري، ضمن فئة "آخرون - أجانب/هنود غير مقيمين/أشخاص ذوو أصول هندية/مواطنون من الخارج". وقد حظيت جائزتها بتغطية إعلامية واسعة في وسائل الإعلام الهندية والخليجية.